# Plano Mais Brasil

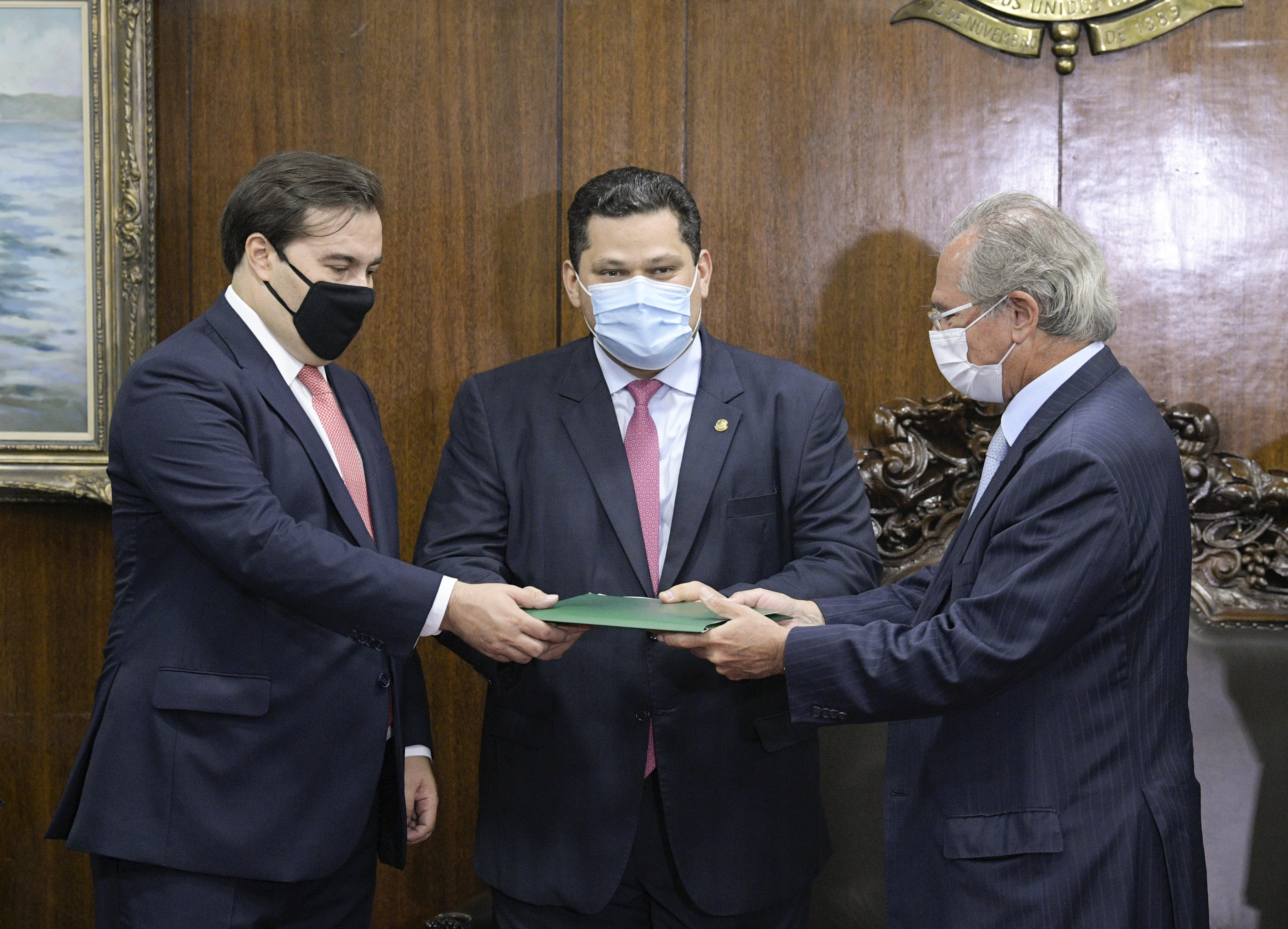
O presidente do Senado Federal, senador Davi Alcolumbre (DEM-AP), e o presidente da Câmara dos Deputados, deputado Rodrigo Maia (DEM-RJ), recebem a proposta de reforma tributária do governo federal do ministro da Economia, Paulo Guedes em 21 de julho de 2020

O Plano Mais Brasil foi um conjunto de medidas estruturais apresentado por Paulo Guedes, o ministro da Economia do governo Jair Bolsonaro, com o propósito declarado de impedir novas crises das contas públicas nacionais, como a verificada na crise econômica de 2014, trazendo estabilidade fiscal à União e aos entes subnacionais. As medidas foram propostas em 5 de novembro de 2019, com a apresentação de três Propostas de Emenda Constitucional (PECs) ao Senado Federal.

## Propostas de Emenda Constitucional (PEC)

### PEC do Pacto Federativo
Esta Proposta de Emenda Constitucional trazia medidas de médio e longo prazos que previam descentralização de recursos aliada a maior responsabilidade na gestão fiscal de todos os entes da federação. Uma das novidades, para assegurar sólidos fundamentos fiscais, seria a criação do Conselho Fiscal da República, que teria reuniões periódicas, com participação dos presidentes da República, da Câmara dos Deputados, do Senado, do Supremo Tribunal Federal (STF) e também do Tribunal de Contas da União (TCU), além de representantes dos governos estaduais e dos municípios de todas as regiões do país.
Esse conselho seria responsável por monitorar, diagnosticar problemas, e trazer recomendações que ajudassem na gestão fiscal dos entes da Federação. Dentre os objetivos previstos, o conselho faria a governança fiscal da Federação, trazendo clareza para ações que impactem os entes, um acompanhamento das situações fiscais e o compartilhamento de boas práticas de gestão.

### PEC Emergencial
Essa PEC possibilitaria a redução de R$ 12,75 bilhões em despesas obrigatórias, dos quais 25% seriam usados exclusivamente para investimentos. A urgência de aprovar essa PEC se deve à estimativa do Ministério da Economia de que 2020 teria o menor nível de investimento da série histórica (R$ 19 bilhões, sem considerar as emendas impositivas que serão alocadas para essas despesas).
Essas ações de urgência estavam em linha com as discussões em torno de outra PEC, que regulamentava a, assim chamada, Regra de Ouro, que tramitava na Câmara dos Deputados, apresentada pelo deputado Pedro Paulo (DEM-RJ) (PEC 438/2018).
Com as medidas previstas na PEC Emergencial, mais as emendas a serem alocadas, o investimento no próximo ano alcançaria cerca de R$ 30 bilhões, possibilitando uma melhora na composição dos gastos públicos e o cumprimento do teto de gastos até 2026.

### PEC dos Fundos

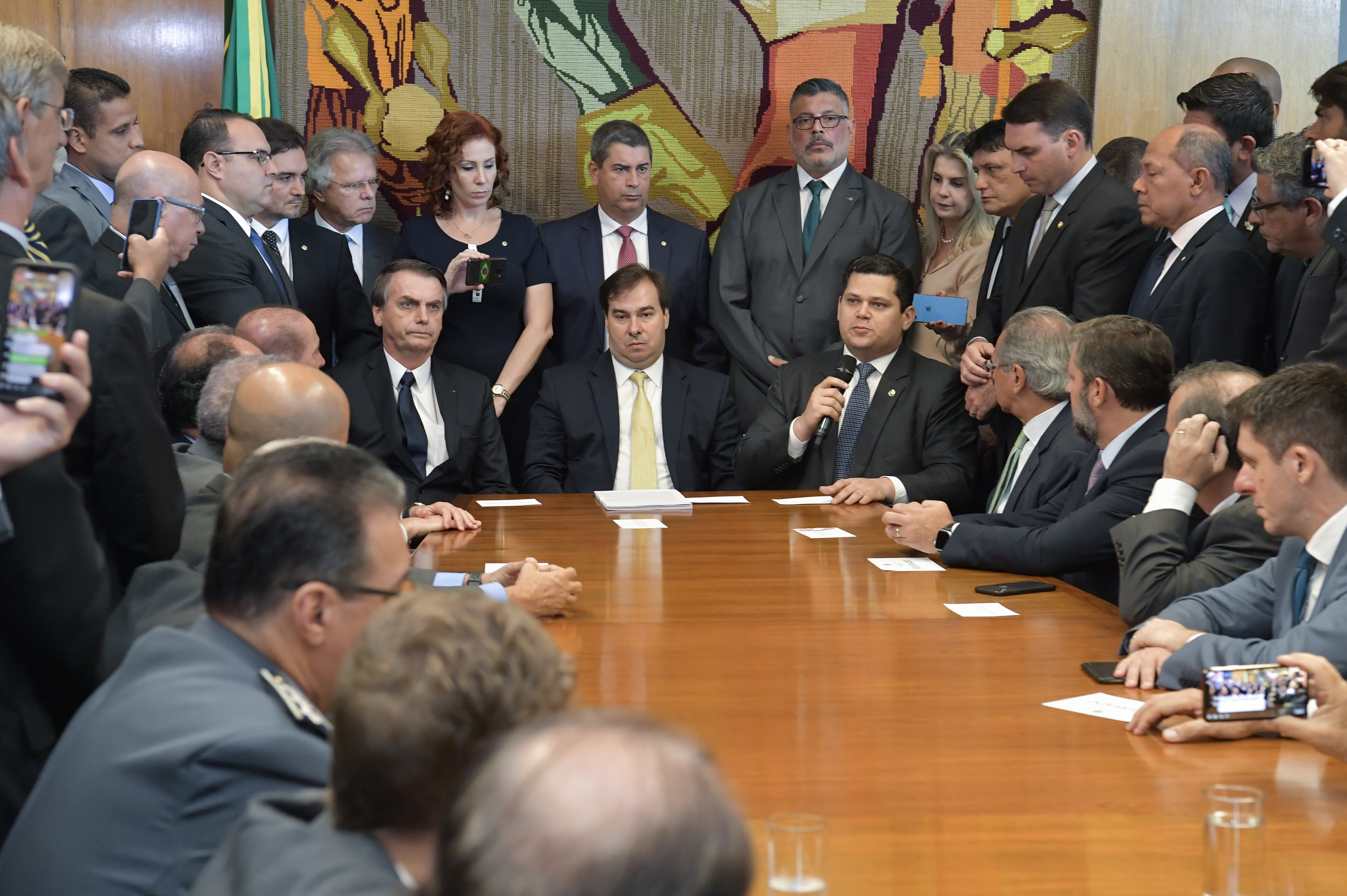
Presidente do Senado Davi Alcolumbre e da Câmara Rodrigo Maia recebem em 20 de fevereiro de 2019 de Jair Bolsonaro a Reforma da Previdência.
Participam: Paulo Guedes, Onyx Lorenzoni, Carla Zambelli, Flávio Bolsonaro, Alexandre Frota, entre outros.

A terceira Proposta de Emenda Constitucional, apresentada no Senado, tinha por objetivo melhorar a efetividade na alocação dos recursos públicos e previa a desvinculação, ao propor a possibilidade de extinção de todos os fundos orçamentários infraconstitucionais que, no prazo de dois anos, não fossem convalidados por meio de lei complementar específica. Essa desvinculação não alcançava os fundos constitucionais, nem os ligados às áreas de saúde e educação, e também iria destinar recursos para projetos e programas voltados à erradicação da pobreza e a investimentos que visassem à reconstrução nacional.
O estoque não utilizado por esses fundos seria utilizado para abater mais de R$ 220 bilhões em dívida, o que reduziria o custo com o pagamento de juros e fortaleceria a trajetória de redução do endividamento e de futuro pagamento de juros. Tais recursos foram acumulados ao longo do tempo, e ficam depositados na Conta Única sem outra alocação que não seja o abatimento de dívida. A utilização desse montante respeitaria as condições de mercado de forma a não distorcer os preços relativos.

## Eixos estruturantes
- Reforma fiscal (Pacto Federativo) - O pacto federativo é o conjunto de dispositivos constitucionais que configuram a moldura jurídica, as obrigações financeiras, a arrecadação de recurso e os campos de atuação dos entes federados. O debate em torno do pacto federativo que está sendo travado atualmente no Congresso Nacional gira em torno, sobretudo, de questões fiscais.[7][8]
- Reforma da previdência - Em 20 de fevereiro de 2019, o presidente Jair Bolsonaro entregou pessoalmente ao Congresso a proposta da reforma da previdência elaborada pela equipe do Ministério da Economia, chefiada por Paulo Guedes, e no dia 23 de outubro de 2019, o Senado do Brasil aprovou o texto-base da reforma da previdência por 60 votos a 19. Entre outros pontos, a reforma estabelece idade mínima para se aposentar de 65 anos para homens e 62 anos para mulheres entre os trabalhadores privados (urbanos) e do setor público. As regras valem para todos os que começarão a trabalhar após a aprovação da reforma e não valem para quem se aposentou antes da aprovação da reforma. Haverá regra de transição para quem já está no mercado de trabalho. Um dos pontos da reforma foi a proposta de transição do regime de repartição para um regime de capitalização.[9]
- Reforma administrativa - A reforma administrativa busca reduzir o número de carreiras e as formas de progressão do servidor público. Também tem sido estudado o adiamento ou até o fim da estabilidade na área pública, hoje conseguida depois de três anos de serviço. A visão do governo é reduzir os custos da máquina pública. As sugestões do Executivo devem ser enviadas ao Congresso na forma de propostas de emenda à Constituição, projetos de lei e decretos.[10]
- Reforma tributária - A reforma tributária é um desafio antigo para o Congresso e para o Executivo. A ideia é construir um sistema mais simples e mais justo na cobrança, diminuindo a carga sobre os mais pobres e facilitando a vida contábil das empresas. A Câmara dos Deputados tem uma proposta (PEC 45/2019) e o Senado tem outra (PEC 110/2019). Esses textos serão discutidos em uma comissão mista especial com o objetivo de se tornarem um texto comum.[11]
- Privatizações e desinvestimentos - O Ministério da Economia criou a Secretaria Especial de Desestatização, Desinvestimento e Mercados, órgão público destinado a promover a venda, o leilão, a concessão e/ou a saída do estado de empresas não essenciais.[12][13]

## Críticas
O Plano recebeu muitas críticas. O Sindicato Nacional dos Docentes das Instituições de Ensino Superior declarou em nota que se trata de "um conjunto de propostas para consolidar a destruição do Estado brasileiro", desobrigando a União de prover serviços públicos à população, atacando os servidores públicos e permitindo a transferência de recursos públicos para a iniciativa privada. Uma análise do Departamento Intersindical de Estatística e Estudos Socioeconômicos concluiu que "o objetivo final é reduzir o tamanho do Estado, não para que ele seja ágil, mas para que o setor privado lucre com as atividades que antes eram públicas". Para o Sindicato dos Trabalhadores Técnico-Administrativos em Educação das Universidades Públicas Federais no Estado da Bahia, o Ministro Guedes mentiu sobre "as verdadeiras consequências e impactos para a população brasileira", e a proposta traria "danos irreparáveis à população mais carente". Diversas centrais sindicais, incluindo a Central Única dos Trabalhadores, Força Sindical, Central dos Trabalhadores e Trabalhadoras do Brasil, Central Geral dos Trabalhadores do Brasil, Central dos Sindicatos Brasileiros, Nova Central Sindical de Trabalhadores, Central da Classe Trabalhadora e a Intersindical, lançaram nota conjunta criticado o Plano e alegando que ele faz um diagnóstico errado da causa do desequilíbrio fiscal, prejudica o crescimento, ataca os servidores públicos, arrocha os salários, desmantela o pacto federativo cuja base é um regime solidário de tributação, compromete a finalidade das políticas públicas, e deve produzir mais desemprego, mais precarização do trabalho, mais desigualdade, mais pobreza e mais insegurança.
Para o economista Guilherme Delgado, as medidas propostas desorganizam o serviço público, atrofiam os investimentos, privilegiam os ricos, fragilizam direitos democráticos e aprofundam a desigualdade econômica e social. Antônio Augusto de Queiroz, da diretoria do Departamento Intersindical de Assessoria Parlamentar, declarou que o Plano "faz parte de um conjunto de reformas, com brutal ajuste fiscal, que persegue única e exclusivamente o lado da despesa, e, caso venha a ser aprovado, em nossa avaliação, terá como consequência a retirada dos mais pobres do orçamento público e o desmonte do Estado de Proteção Social. Esse pacote, aliás, é um aprofundamento de outras reformas já realizadas, que reduzem a presença dos pobres no orçamento, reduzem a participação dos trabalhadores na renda nacional, e ampliam a desigualdade e pobreza em nosso País". Já o economista e auditor federal de finanças Bráulio Cerqueira disse que o Plano apresenta inconsistências e faz projeções que contradizem dados do próprio governo, e considerou que "as autoridades econômicas evocam a lógica da austeridade e do minimalismo estatal para justificarem cortes indiscriminados de despesas e fragilização de direitos que prejudicam a gestão pública e o atendimento às necessidades da população".